# リチャード・グード
リチャード・グード（Richard Goode, 1943年6月1日 - ）はアメリカ合衆国のクラシック音楽のピアニスト。ベートーヴェンと室内楽を得意とする。

## 経歴
1943年、ニューヨーク州イースト・ブロンクス生まれ。カーティス音楽院でルドルフ・ゼルキンとミェチスワフ・ホルショフスキに師事。第1回クララ・ハスキル国際コンクールに入賞し、エイヴリー・フィッシャー賞を受賞。
以降、世界有数の演奏会場でのリサイタルや、いくつかの世界最高のオーケストラと共演している。
録音も数多く、中でもオルフェウス室内管弦楽団との共演によるモーツァルトの協奏曲や、ベートーヴェンのピアノ・ソナタ全曲録音が有名である。リチャード・ストルツマンと共演したブラームスのクラリネット・ソナタの録音によって、グラミー賞を受賞した。
現在は内田光子とともに、マルボロ音楽学校の共同監督を務めている。

## 家族・交友
ヴァイオリニストのマーシャ・ワインフェルドと結婚。ニューヨークで闘病生活中の千葉敦子と親交があった。